# Hypochaeris glabra
Hypochaeris glabra es una planta de la familia de las asteráceas.

## Descripción
Hypochaeris glabra es una especie nativa de Eurasia y norte de África, normalmente anual, con roseta basal de hojas brillantes casi glabras, y tallos espaciadamente ramosos de 10-40 cm, con pocas escamas en hojas estrechas. Hojas oblanceoladas a acucharadas, dentadas a ligeramente lobuladas. Capítulos de 0,5-1,5 cm de diámetro, con flores liguladas amarillas no más largas que el involucro, que tiene brácteas puntiagudas lanceoladas en varias hileras. Florece desde primavera y hasta el otoño.

## Hábitat
Habita en campos herbosos, brezales y dunas. En terrenos pedregosos, arenosos y en encinares.

## Taxonomía
Hypochaeris glabra fue descrita por Carlos Linneo y publicado en Species Plantarum 2: 811. 1753.
Citología
Número de cromosomas de Hypochaeris glabra (Fam. Compositae) y táxones infraespecíficos: 2n=10
Sinonimia
- Hypochaeris capensis Less.
- Hyoseris tenella Thunb.[3][4]
- Achyrophorus balbisii Hornem.
- Crepis molokaiensis H.Lév.
- Cycnoseris australis Endl.
- Hypochaeris balbisii Rchb.
- Hypochaeris minima Willd. ex d'Urv.
- Hypochaeris pumila Phil.
- Hypochaeris radicata subsp. glabra (L.) Mateo & Figuerola
- Hypochaeris simplex Mérat[5]

## Nombre común
- Castellano: chicoria loca, diente de león bastardo, hierba de las abubillas, lecheras, lechuga de cerdo, lechuga de puerco, trompera.[6]

## Galería

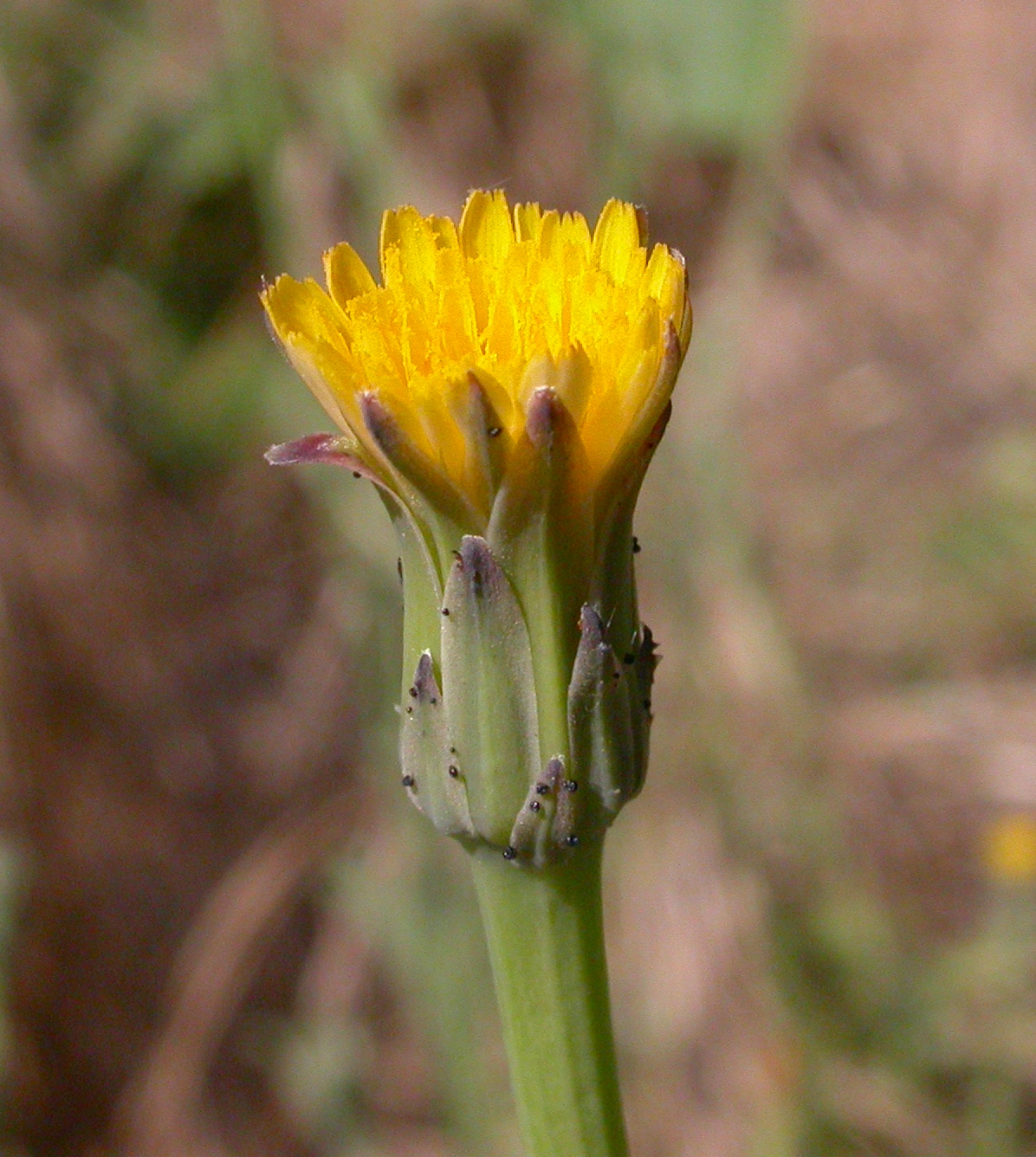
Flor
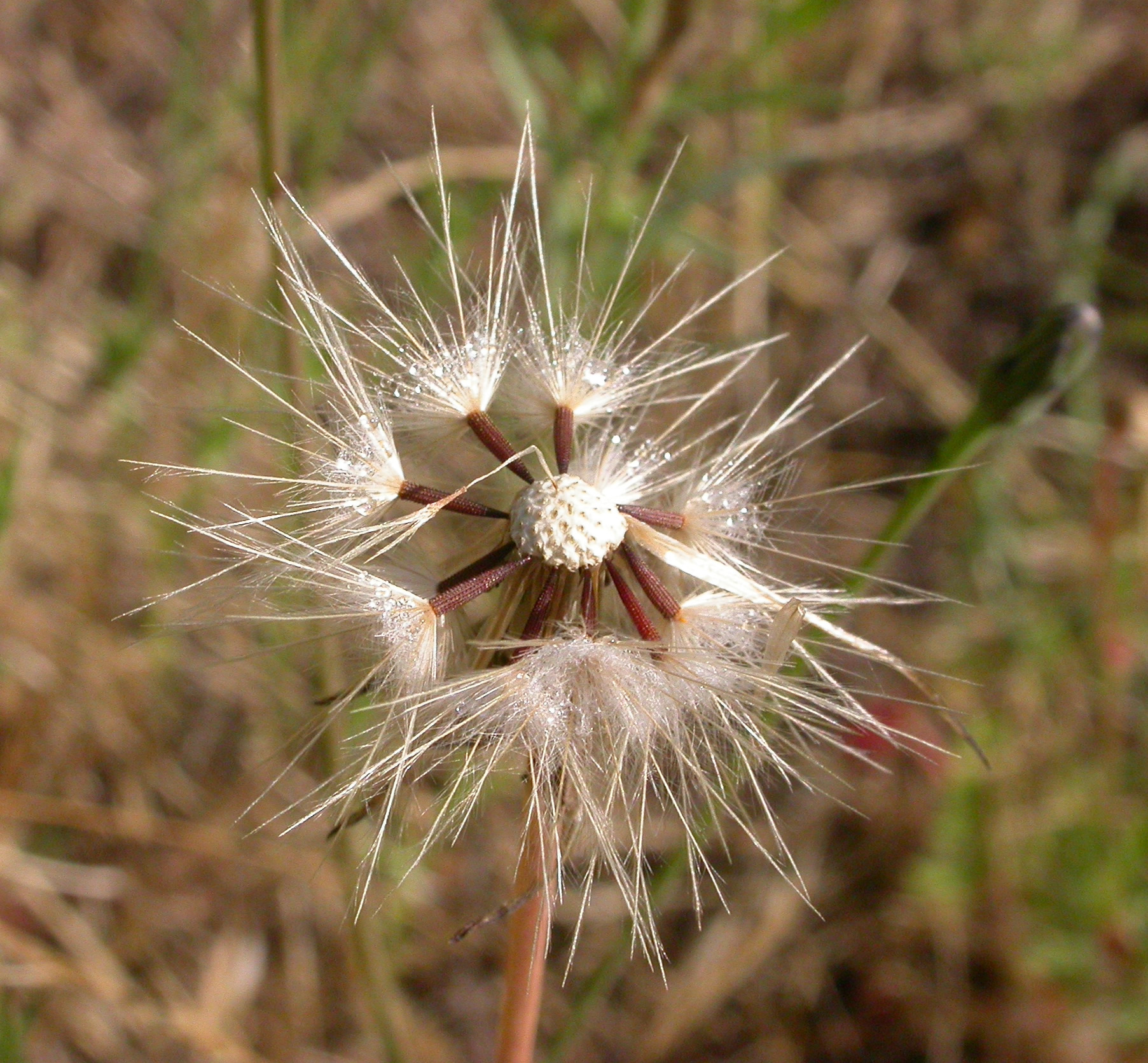
fruto
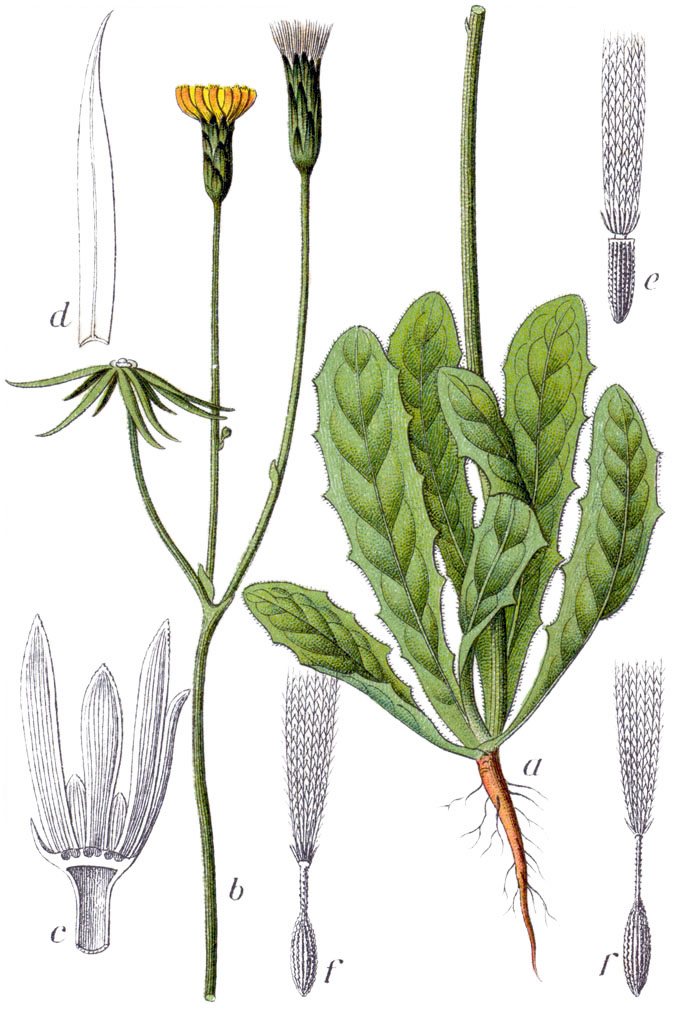
Ilustración